# Сосна австрійська (пам'ятка природи)
Сосна́ австрі́йська — ботанічна пам'ятка природи місцевого значення в Україні.

## Розташування
Розташована біля будинку школи-інтернату села Струсів Тернопільського району Тернопільської області.

## Характеристика
Площа — 0,02 га. Статус отриманий рішенням виконавчого комітету Тернопільської обласної ради № 747 від 17 листопада 1969 року. 
Статус присвоєно для збереження одного дерева сосни австрійської. З прикореневого стовбура зростають 8 малих стовбурів заввишки близько 20 метрів. 

## Світлини

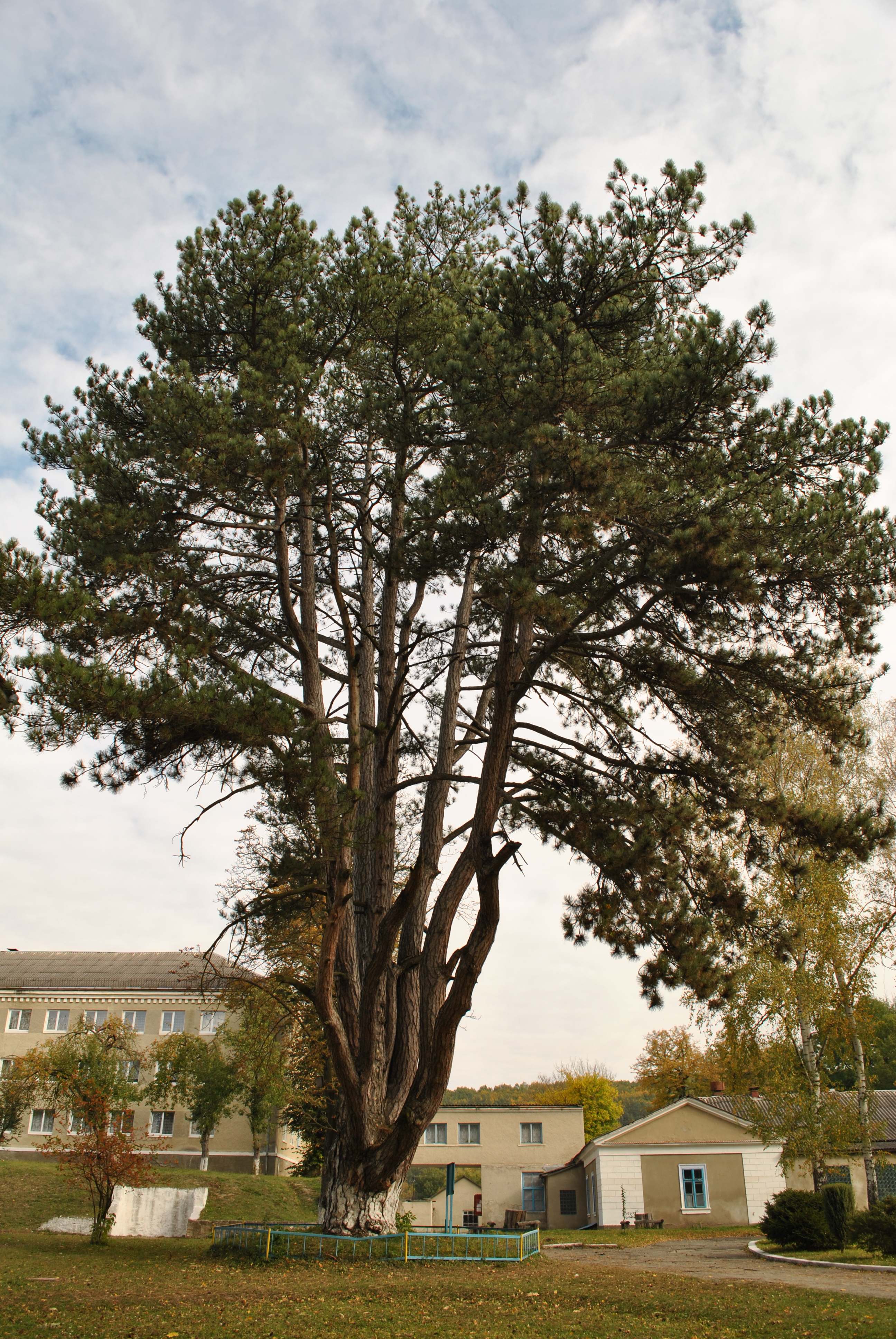
Вигляд із півдня
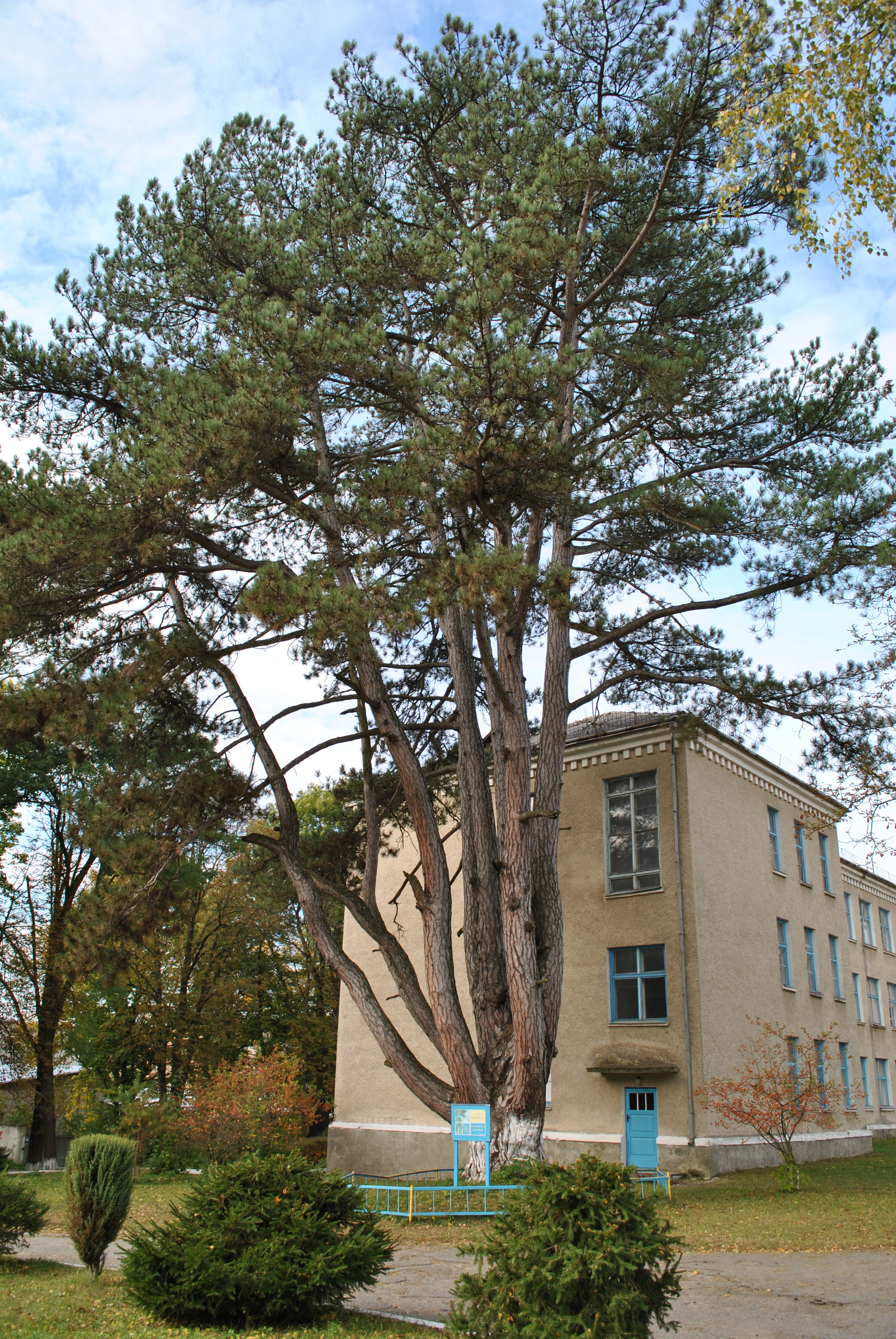
Вигляд від палацу
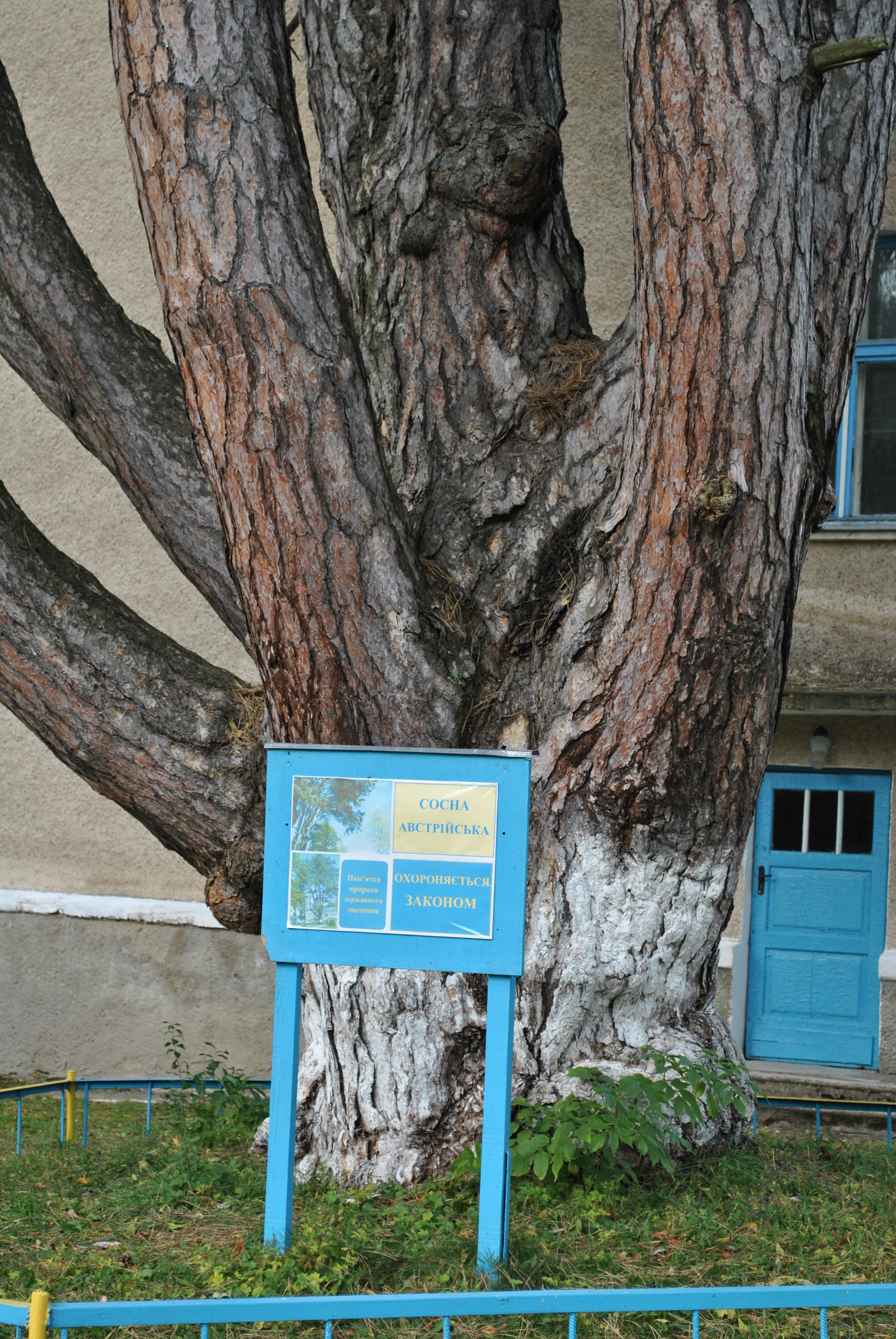
Охоронна таблиця
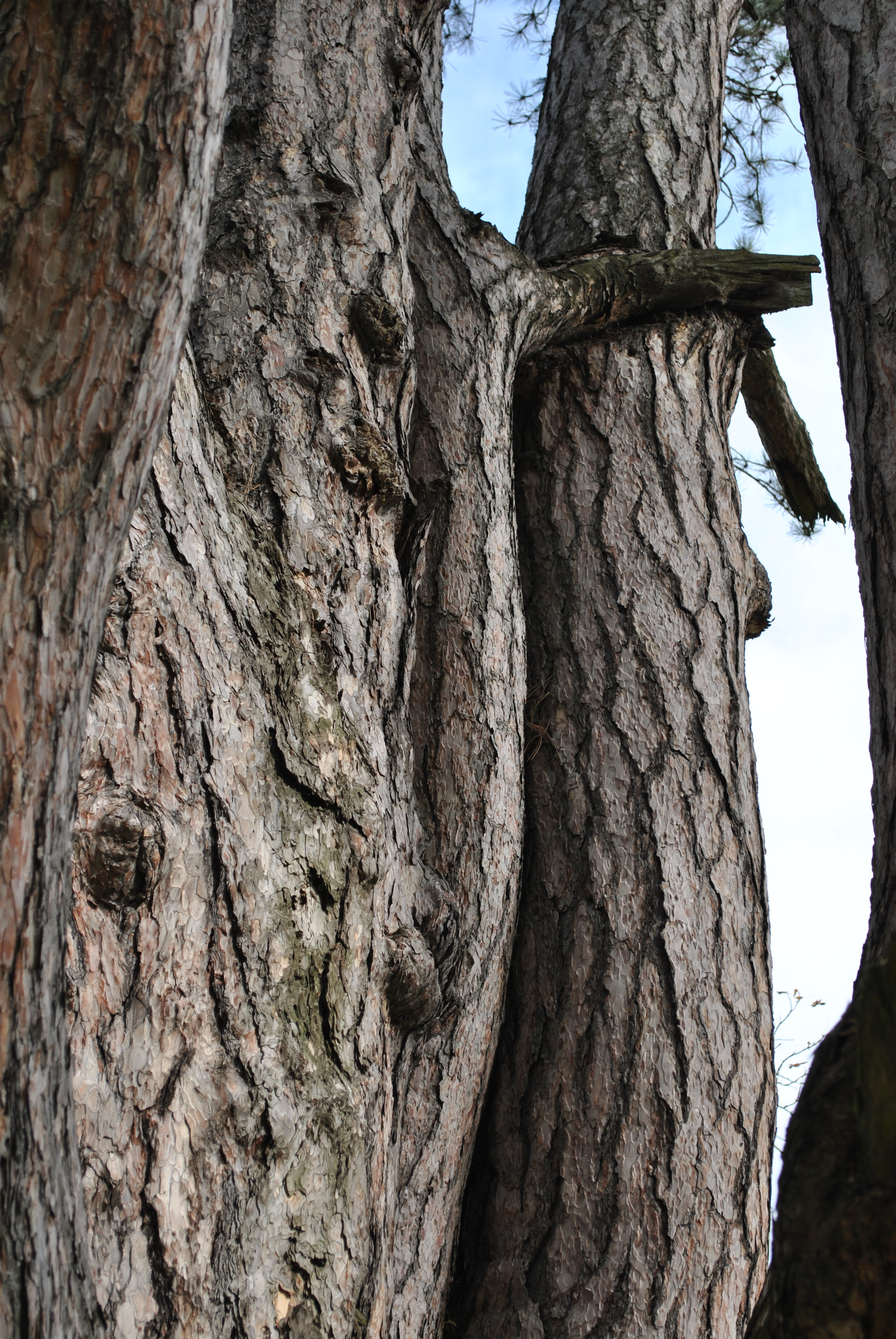
Стовбури
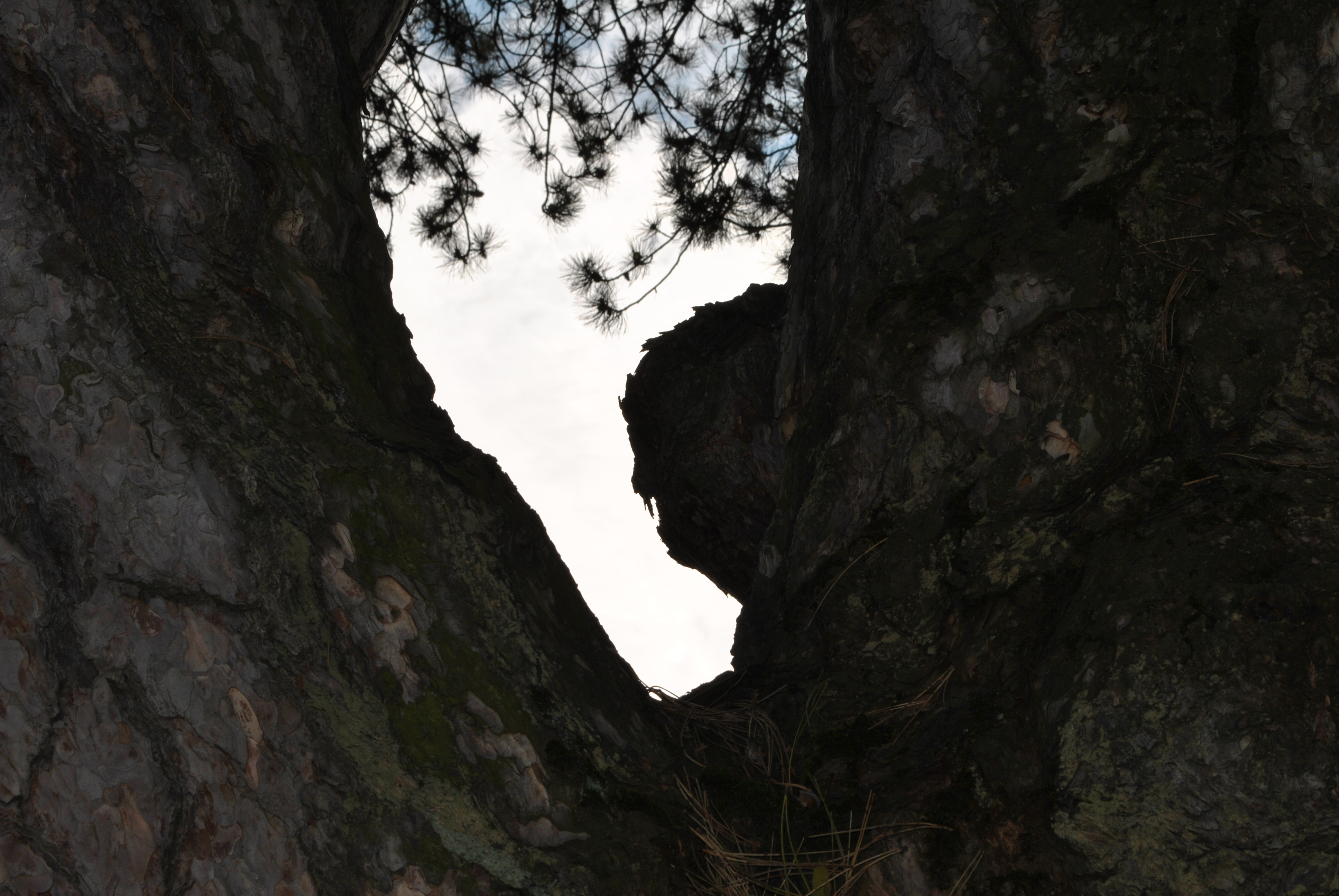
Химерія